# 弦楽四重奏曲第67番 (ハイドン)
弦楽四重奏曲第67番 ニ長調 作品64-5, Hob. III:63 は、フランツ・ヨーゼフ・ハイドンが作曲した弦楽四重奏曲である。偽作（作品7）や編曲作品を除くと第53番であり、第1楽章の第1主題の旋律がヒバリの鳴き声を連想させるために『ひばり』（ドイツ語: Lerchenquartett）の愛称で親しまれている。
1790年に、エステルハージ侯爵家の宮廷楽団のヴァイオリニスト兼、実業家のヨハン・トストからの依頼によって作曲された「第3トスト四重奏曲」の中に含まれる弦楽四重奏曲である。

## 曲の構成
全4楽章、演奏時間は約17分。
- 第1楽章 アレグロ・モデラート
ニ長調、2分の2拍子、ソナタ形式。
お使いのブラウザーでは、音声再生がサポートされていません。音声ファイルをダウンロードをお試しください。
第1ヴァイオリンによって奏される冒頭の第1主題は「ひばり」の旋律である。展開部以降も第1主題の情趣がなされている。

- 第2楽章 アダージョ・カンタービレ
イ長調 - イ短調、4分の3拍子、三部形式。
お使いのブラウザーでは、音声再生がサポートされていません。音声ファイルをダウンロードをお試しください。

- 第3楽章 メヌエット：アレグレット - トリオ
ニ長調 - ニ短調、4分の3拍子。
お使いのブラウザーでは、音声再生がサポートされていません。音声ファイルをダウンロードをお試しください。
快活なメヌエット楽章であり、ニ短調のトリオでは対位法的な書法を見せる。

- 第4楽章 フィナーレ：ヴィヴァーチェ
ニ長調、4分の2拍子、三部形式。
お使いのブラウザーでは、音声再生がサポートされていません。音声ファイルをダウンロードをお試しください。
ロンド風の楽章で、常動曲風に奏される。ニ短調の中間部はフガートの書法による。

## 関連作品
第3トスト四重奏曲
- 弦楽四重奏曲第63番（第48番）ハ長調 作品64-1, Hob. III:65
- 弦楽四重奏曲第64番（第49番）ロ短調 作品64-2, Hob. III:68
- 弦楽四重奏曲第65番（第50番）変ロ長調 作品64-3, Hob. III:67
- 弦楽四重奏曲第66番（第51番）ト長調 作品64-4, Hob. III:66
- 弦楽四重奏曲第68番（第52番）変ホ長調 作品64-6, Hob. III:64

## 本楽曲を扱った作品
- クラシックミステリー 名曲探偵アマデウス - NHKで放送されていた音楽バラエティ番組。事件ファイル#72で本作品が取り上げられた。